# 石庄镇 (如皋市)
石庄镇是中华人民共和国江苏省南通市如皋市下辖的一个镇。
2013年3月18日，江苏省人民政府批复同意撤销石庄镇、常青镇，将原石庄镇所辖区域与原常青镇所辖海圩、邹蔡、蔡炎3个村委会以及铁篱、草张庄2个居委会区域合并，设立新的石庄镇，镇政府驻沿河北路188号。

## 行政区划
石庄镇下辖以下村级行政区划单位：
石庄社区、永兴社区、张黄港社区、石北社区、张杨园社区、砖桥社区、石南社区、闸口社区、新生港社区、何正村、思江村、楼房村、唐埠村、洪港村、凤龙村、杨庄村、铁篱社区、草张庄社区、海圩村、邹蔡村和蔡炎村。